# Alarmsysteem

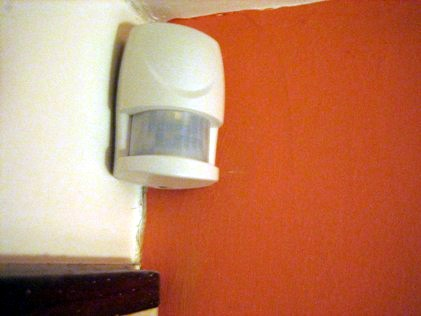
Een passieve infrarood sensor van een inbraakalarm detectiepunt

Een alarmsysteem of alarminstallatie is een elektronisch systeem dat een alarm geeft bij gevaarlijke gebeurtenissen. Een gangbare term is inbraakalarm, doch de huidige alarmsystemen hebben meestal meerdere mogelijkheden, zoals het detecteren van brand (zie ook brandmeldinstallatie), diefstal, bij een persoonlijk alarm (zoals een personenalarmsysteem), etc.
Deze systemen zijn meestal te vinden in belangrijke gebouwen en soms in woningen of voertuigen. Voor een goede opvolging van de signalen moet het systeem aangesloten zijn op een Particuliere alarmcentrale (PAC). De centralist kan dan de sleutelhouder, bewoner, beveiligingsbeambte dan wel de politie alarmeren (al naargelang de afspraak die gemaakt is). Zij kijken dan ter plaatse om te controleren waarom het alarmsysteem is afgegaan. Door deze respons wordt voorkomen dat inbrekers zich toch veilig wanen en menen dat er toch niet gereageerd wordt. Aangeraden wordt om de tijd tussen alarm en alarmopvolging zo kort mogelijk te laten zijn. Hoe eerder men ter plaatse is, hoe eerder de inbreker kan worden opgepakt. Aangeraden wordt om voor de aanleg en onderhoud van een alarmsysteem alleen met VEB Erkende Beveiligingsbedrijven of BORG-gecertificeerde bedrijven (enkel van toepassing in Nederland) met gediplomeerde monteurs in zee te gaan.
Er bestaat het zogenaamde "stil alarm", wat inhoudt dat op de plaats waar het alarm geplaatst is niets speciaals gehoord of gezien wordt, maar bij de politie het alarm afgaat. Soms staat op stickers of bordjes vermeld dat bij inbraak de politie automatisch gewaarschuwd wordt, omwille van preventief effect. Het voordeel hiervan is dat inbrekers niet vluchten en dat de politie hen op heterdaad kan betrappen. Het nadeel is dat bewoners en buren niet gewaarschuwd worden en dat de zich veilig wanende inbrekers wellicht meer kwaad in de woning aanrichten of al vertrokken zijn als de politie arriveert.
Een ´luid alarm´ heeft een sirene die een hard geluid (vaak ten minste 120 DB) produceert. Hierdoor raken de inbrekers in paniek en vluchten ze meestal, maar zullen ze ook geen verder kwaad aanrichten in de woning en blijft het bij een geforceerde deur of gebroken raam. Ook worden bewoners en buren hierdoor gewaarschuwd dat er iets aan de hand is. Luide alarmen zijn vooral nuttig in dichtbevolkte gebieden, bijvoorbeeld steden.
In België dient de indienststelling van een alarminstallatie in de meeste gevallen te gebeuren door een door het Ministerie van Binnenlandse Zaken erkende installateur, ook dient er jaarlijks een controle te gebeuren door een erkende installateur. De regelgeving hiervoor wordt uitvoerig beschreven in de zogenaamde Wet Jambon (tot oktober 2017 werd dit voorafgegaan door de Wet Tobback).

## Bediening
De meeste systemen worden in of uitgeschakeld met behulp van een cijfercode die wordt ingevoerd op een codebedienpaneel bij de toegangsdeur.
Er zijn ook nog andere, weliswaar minder gebruikte methoden, om de alarmsystemen te bedienen zoals met een sleutel, badge, vinger-, hand- of oogherkenning. Bij het uitzetten van het alarm wordt dit vaak getriggerd door het openen van de voordeur, waarna men een bepaalde tijd heeft (bijvoorbeeld 2 minuten) totdat het alarm afgaat. Ook pogingen met het alarm te knoeien of meermaals een foute code intoetsen kunnen het alarm activeren. In de detectoren zijn weerstandjes ingebouwd als sabotagebeveiliging. Wordt de bedrading onderbroken of kortgesloten, dan wordt dit als een sabotagemelding doorgemeld. 

## Detectie
Een alarmsysteem werkt met sensoren. Wanneer bijvoorbeeld een raam of deur geopend wordt waar een sensor op gemonteerd is, kan er een alarm afgaan.
Er bestaan verschillende soorten detectoren:
- Reedcontactschakelaars (ook wel magneetcontacten genoemd), deze detecteren bijvoorbeeld op deur of raam dat open gaat.
- Ruimtelijk werkende detectoren: deze detecteren een beweging in een ruimte. Dit kan ofwel via:
  - ultrasone golven of microgolven (gebruik makend van het Doppler effect)
  - infrarood (door verandering van infraroodgolven (temperatuur) wordt beweging gemeten).

- Drukknop: geeft een signaal aan de alarmcentrale wanneer het wordt ingedrukt bij overval, brand of ziekte.
- Glasbreukdetector: reageert op geluidsgolven van glasbreuk.
- Trildetector of seismische detector: reageren op trillingen zoals bv. het doorboren van een kluisdeur of uitbreken van een muur.
- Kanteldetectie: (vroeger kwikschakelaar) reageert op het optillen van bijvoorbeeld een voertuig of machine.
- Waterdetector: geeft een signaal bij detectie van water. Bijvoorbeeld bij overstromingen of lekkage.
- Gasdetector: bij gaslek (aardgas of CO of CO2 of andere...)
- Rookmelder: geeft ofwel een alarmsignaal of het stuurt een signaal naar de alarmcentrale bij rook.
- Warmtedetector: warmte van vlammen of oververhitting.

Inbraaksensoren kunnen ook in de grond worden gebouwd (tegen bedrijfsinbraken in combinatie met een goed hekwerk). Sensoren zijn ook binnen het gebouw te monteren. Deze sensoren registreren een combinatie tussen infrarood-uitstraling met beweging.
Autoalarmen werken meestal door middel van sensoren op deuren en ramen en bewegingssensoren in de auto. Dit leidt tot het meermaals afgaan van een sirene of de claxon, waardoor de eigenaar of voorbijgangers worden gewaarschuwd en de autodief of -inbreker vlucht.